# Sąpolno (gromada)
Sąpolno – dawna gromada, czyli najmniejsza jednostka podziału terytorialnego Polskiej Rzeczypospolitej Ludowej w latach 1954–1972.
Gromady, z gromadzkimi radami narodowymi (GRN) jako organami władzy najniższego stopnia na wsi, funkcjonowały od reformy reorganizującej administrację wiejską przeprowadzonej jesienią 1954 do momentu ich zniesienia z dniem 1 stycznia 1973, tym samym wypierając organizację gminną w latach 1954–1972.
Gromadę Sąpolno z siedzibą GRN w Sąpolnie utworzono – jako jedną z 8759 gromad na obszarze Polski – w powiecie człuchowskim w woj. koszalińskim na mocy uchwały nr 43/54 WRN w Koszalinie z dnia 5 października 1954. W skład jednostki weszły obszary dotychczasowych gromad Sąpolno, Płaszczyca i Dąbrowa Człuchowska ze zniesionej gminy Przechlewo  w tymże powiecie. Dla gromady ustalono 9 członków gromadzkiej rady narodowej.
31 grudnia 1959 do gromady Sąpolno włączono obszar zniesionej gromady Nowa Wieś (bez wsi Przechlewko, Nowa Brda i Żołna) w tymże powiecie.
31 grudnia 1971 gromadę Sąpolno zniesiono, a jej obszar włączono do gromady Przechlewo w tymże powiecie.